# Apataniana elongata
Apataniana elongata là một loài Trichoptera trong họ Apataniidae. Chúng phân bố ở miền Cổ bắc.